# Ministerium für Arbeit und Sozialpolitik

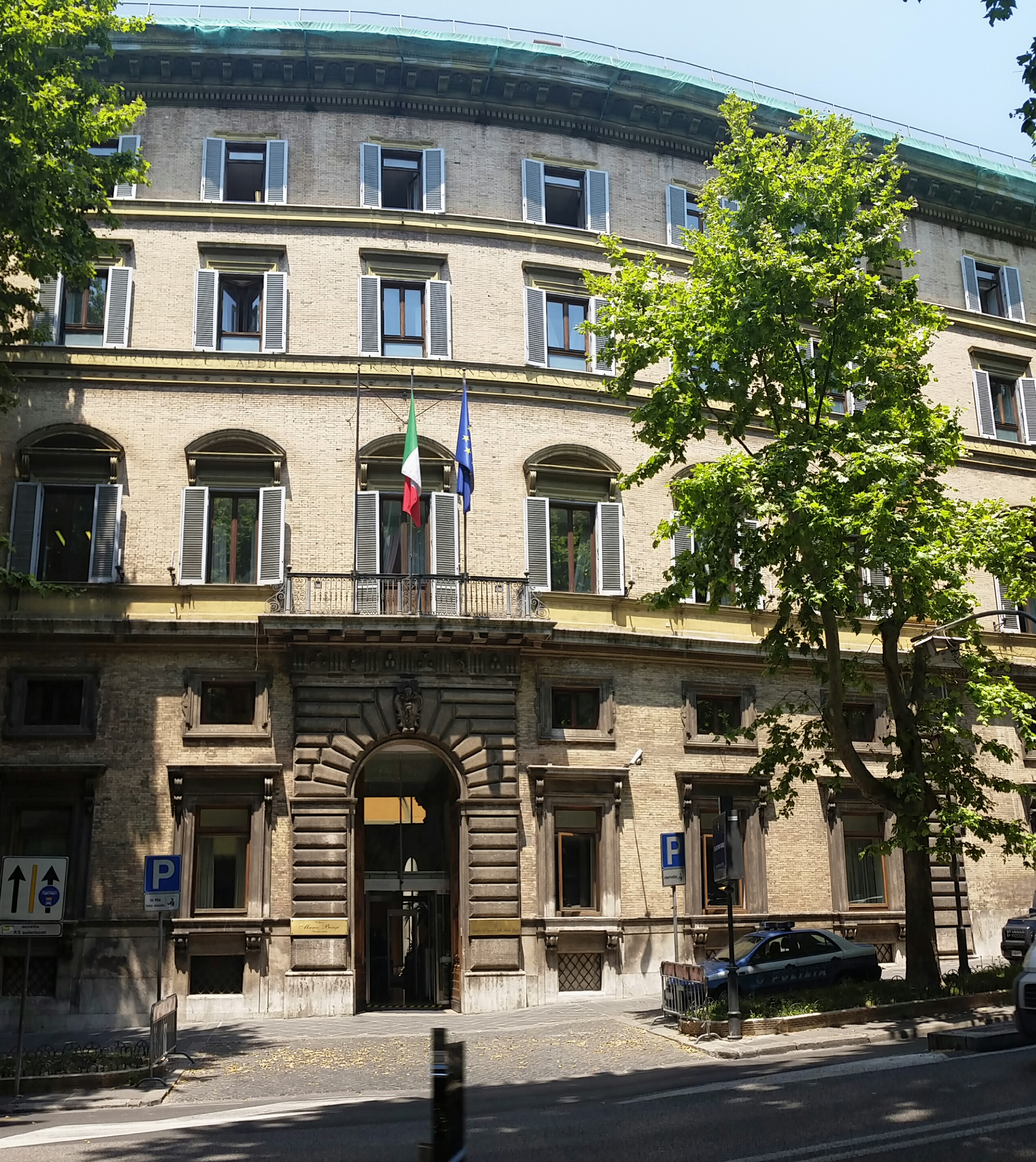
Palazzo Marco Biagi, Hauptsitz des Ministeriums

Das italienische Ministerium für Arbeit und Sozialpolitik (italienisch Ministero del Lavoro e delle Politiche Sociali, kurz MLPS) ist eines der Ministerien der italienischen Regierung. Das Ministerium hat seinen Hauptsitz im Palazzo Marco Biagi in der Via Veneto in Rom. Amtierende Arbeits- und Sozialministerin ist Marina Elvira Calderone.

## Aufgaben
Das Ministerium ist zuständig für Arbeitsmarktpolitik, Arbeitsrecht und Arbeitsschutz sowie für Teile der Berufsbildungspolitik, für die allgemeine Sozialpolitik, die Soziale Sicherheit und die Aufsicht über die Sozialversicherungen sowie für soziale Probleme der Einwanderung.

## Organisation
Die politische Führung besteht aus dem Minister und aus zwei bis vier Staatssekretären. Letztere sind in Italien keine Beamte, sondern Politiker. Bis 2023 gliederte sich das Ministerium in zehn Abteilungen („Generaldirektionen“), die von einem Generalsekretär als Amtschef koordiniert wurden. 2024 wurden die zehn Abteilungen in drei Hauptabteilungen (Dipartimenti) zusammengefasst, weswegen der Posten des Generalsekretärs entfallen ist.
- Hauptabteilung für Sozialpolitik (3 Abteilungen)
- Hauptabteilung für Arbeitsmarktpolitik, Sozialversicherungswesen und Arbeitsschutz (5 Abteilungen)
- Hauptabteilung für Innovation und zentrale Dienste (2 Abteilungen)

Zum Geschäftsbereich des Ministeriums gehören noch einige andere Einrichtungen, darunter eine Kommission für die Sicherung von Mindestdienstleistungen bei Streiks, eine Kommission zur Aufsicht der Pensionsfonds, ein Beratungsorgan für Fragen der Gleichberechtigung und verschiedene andere beratende oder wissenschaftliche Gremien.
Das Ministerium beaufsichtigt das „Nationale Arbeitsinspektorat“ (Ispettorato nazionale del lavoro) in Rom, das mit seinen Niederlassungen in 18 von 20 italienischen Regionen den Arbeitsschutz und die Einhaltung anderer arbeitsrechtlicher Normen überwacht (nicht in Sizilien und Trentino-Südtirol, die die Aufgaben des nationalen Inspektorats weitgehend selbst übernehmen). Dem Ministerium ist ein Sonderkommando der Carabinieri für Arbeitsschutz zugeordnet. Darüber hinaus unterstehen dem Ministerium rund 30 Arbeitsämter für Seeleute direkt, während die in Italien privatrechtlich organisierten Arbeitsvermittlungsagenturen vom Ministerium und von den Regionen nur autorisiert und überwacht werden.
Das Ministerium beaufsichtigt das Istituto Nazionale della Previdenza Sociale und eine Reihe weiterer, spezialisierter Sozialversicherungsträger.

## Geschichte
Die Geschichte lässt sich zurückführen auf das ehemalige Ministerium für Landwirtschaft, Industrie und Handel, das im Jahr 1916 in ein Landwirtschaftsministerium und in ein Ministerium für Industrie, Handel und Arbeit geteilt wurde. 1920 entstand ein eigenes Ministerium für Arbeit und Sozialfürsorge. Die genannten Ministerien gingen 1923 unter Benito Mussolini im neuen „Ministerium für Nationale Wirtschaft“ auf, das jedoch schon 1929 wieder aufgelöst wurde. Den Bereich für Industrie, Handel und Arbeit übernahm das 1926 eingerichtete „Korporationenministerium“. Für letzteres wurde in Rom der Palazzo delle Corporazioni erbaut und später nach dem Architekten Marcello Piacentini benannt. Nach der Absetzung Mussolinis nahm es im Sommer 1943 wieder die Bezeichnung Ministerium für Industrie, Handel und Arbeit an. 1945 ging die Zuständigkeit für Arbeit an das neue Ministerium für Arbeit und Sozialvorsorge. Zu umfassenden Reformen innerhalb des Ministeriums kam es 1955 und 1961 sowie 1996 und 1997, als verschiedene Aufgaben an die italienischen Regionen abgegeben wurden. Im Zug weiterer Reformen wurde das Ministerium ab 1999 mehrmals vorübergehend mit dem Gesundheitsministerium fusioniert, zeitweise auch Ministerien für sozialen Zusammenhalt und für Familienpolitik ausgegliedert.